# Liste von Söhnen und Töchtern der Stadt Toulouse
Die folgende Liste enthält in Toulouse geborene Persönlichkeiten, chronologisch aufgelistet nach dem Geburtsjahr. Die Liste erhebt keinen Anspruch auf Vollständigkeit.

## In Toulouse geborene Persönlichkeiten

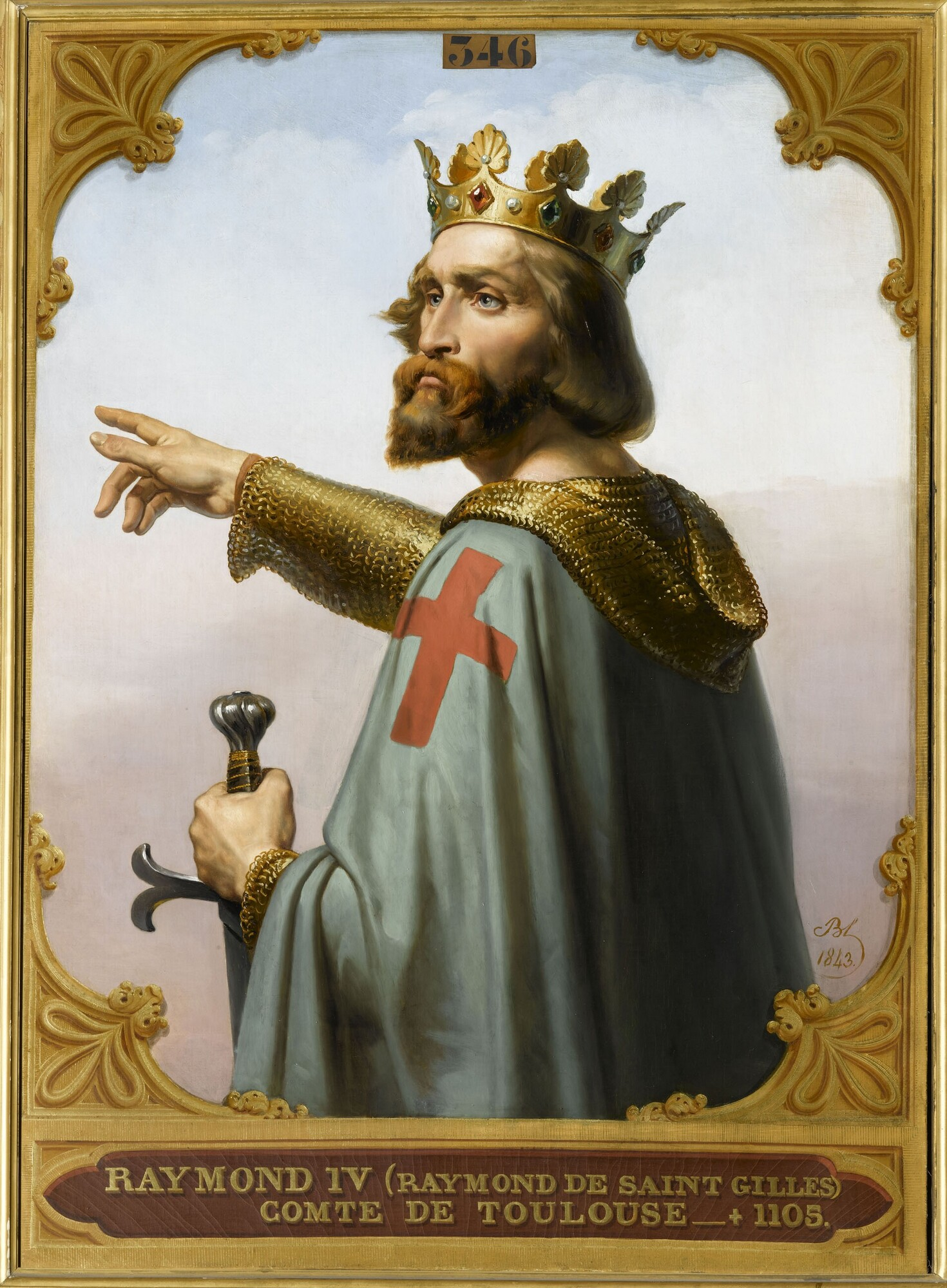
Raimund IV. von Toulouse

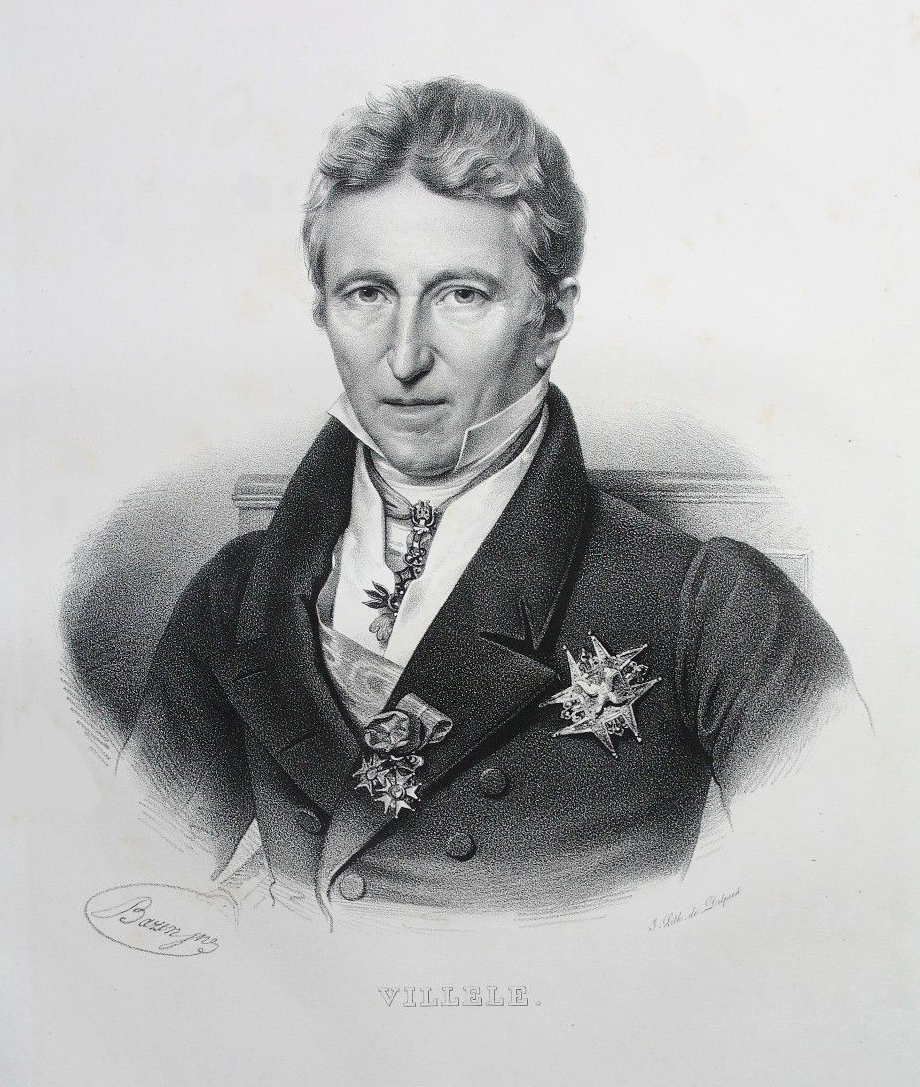
Jean-Baptiste de Villèle

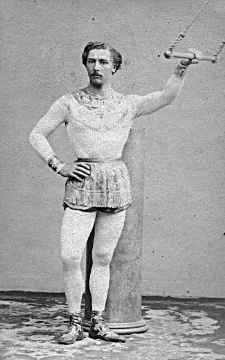
Jules Léotard

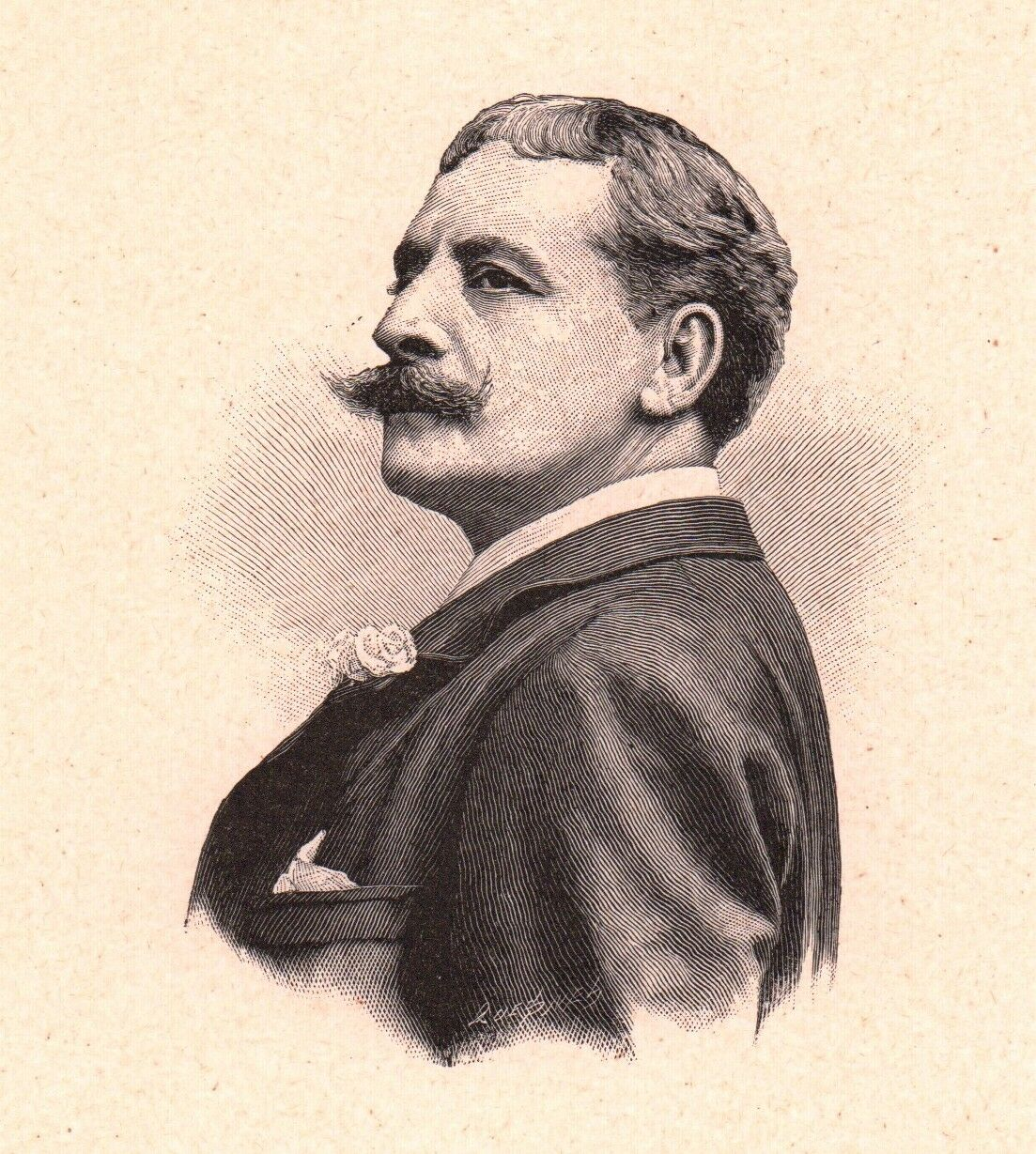
Victor Capoul

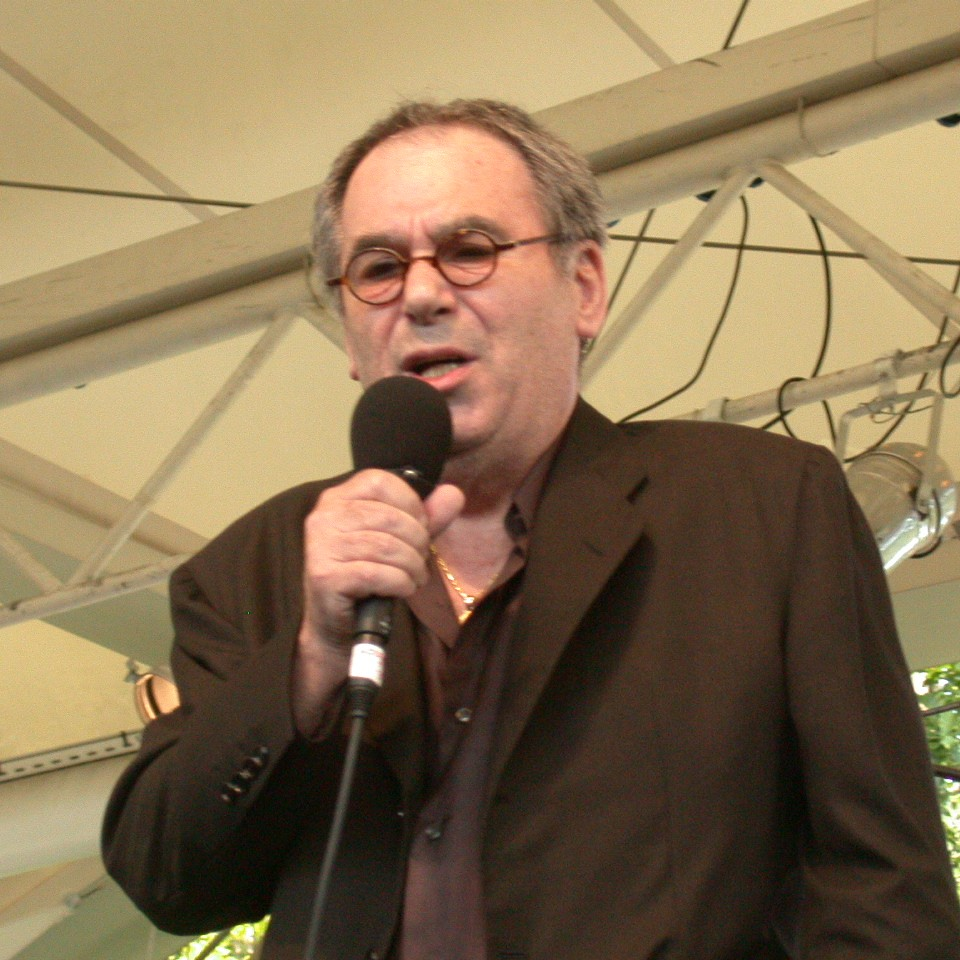
Claude Nougaro

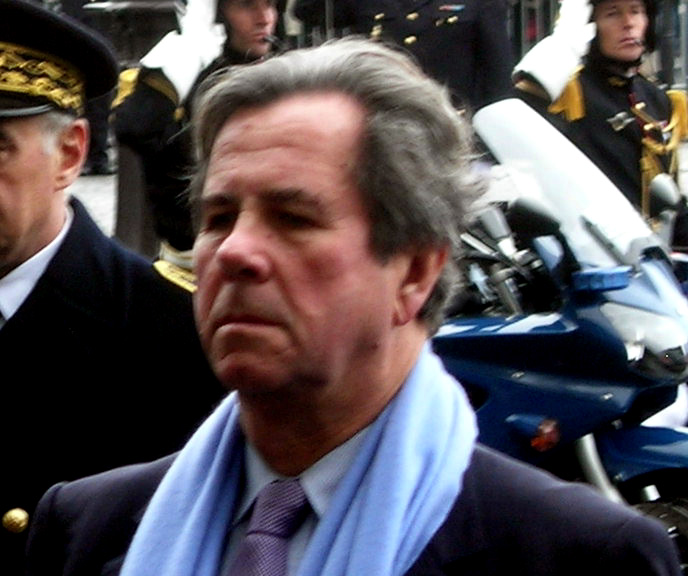
Jean-Louis Debré

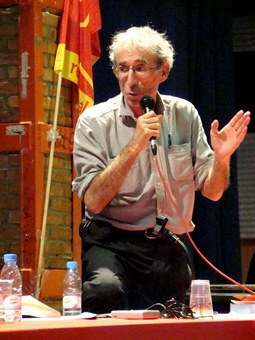
Daniel Bensaïd

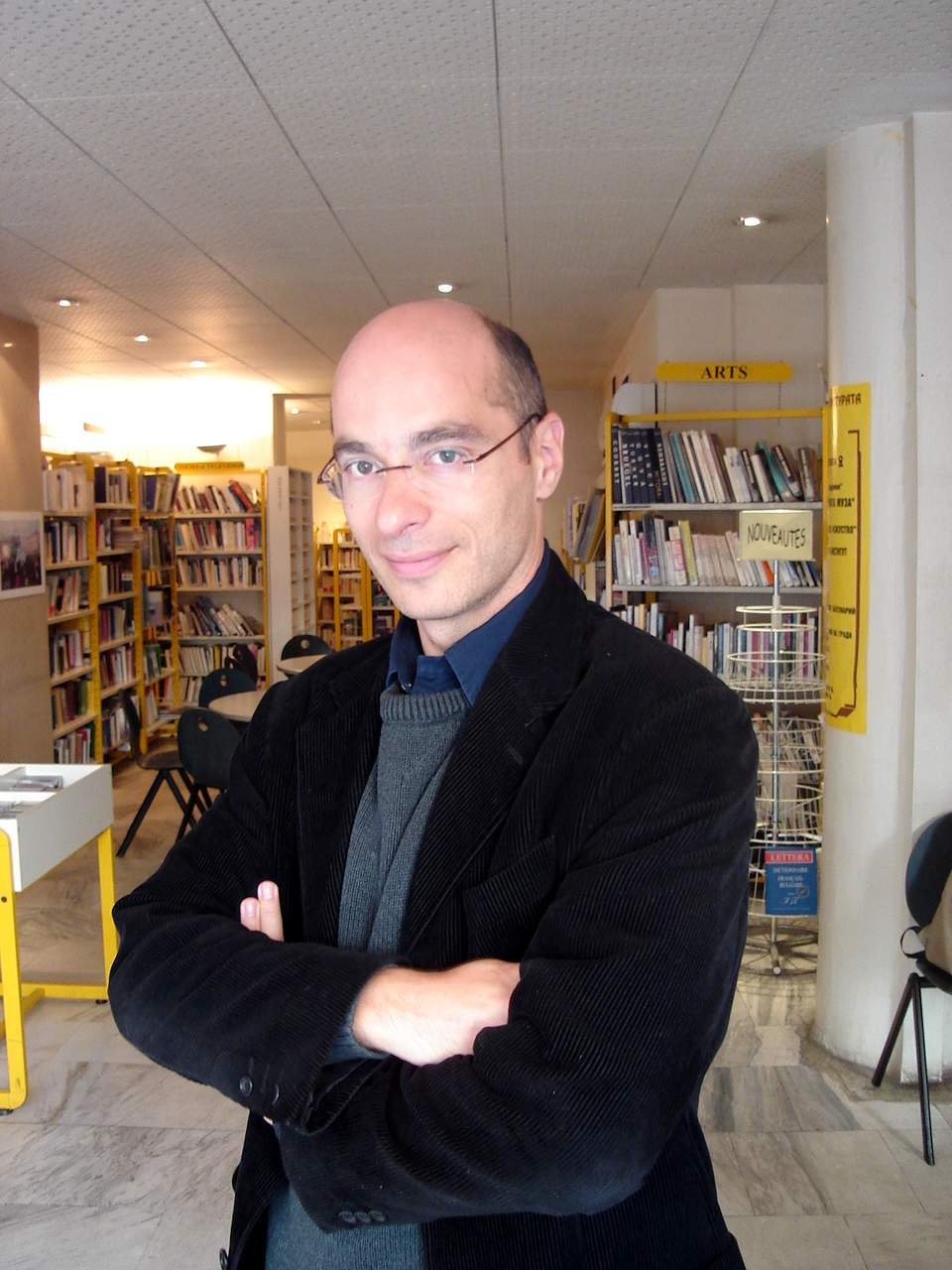
Bernard Werber

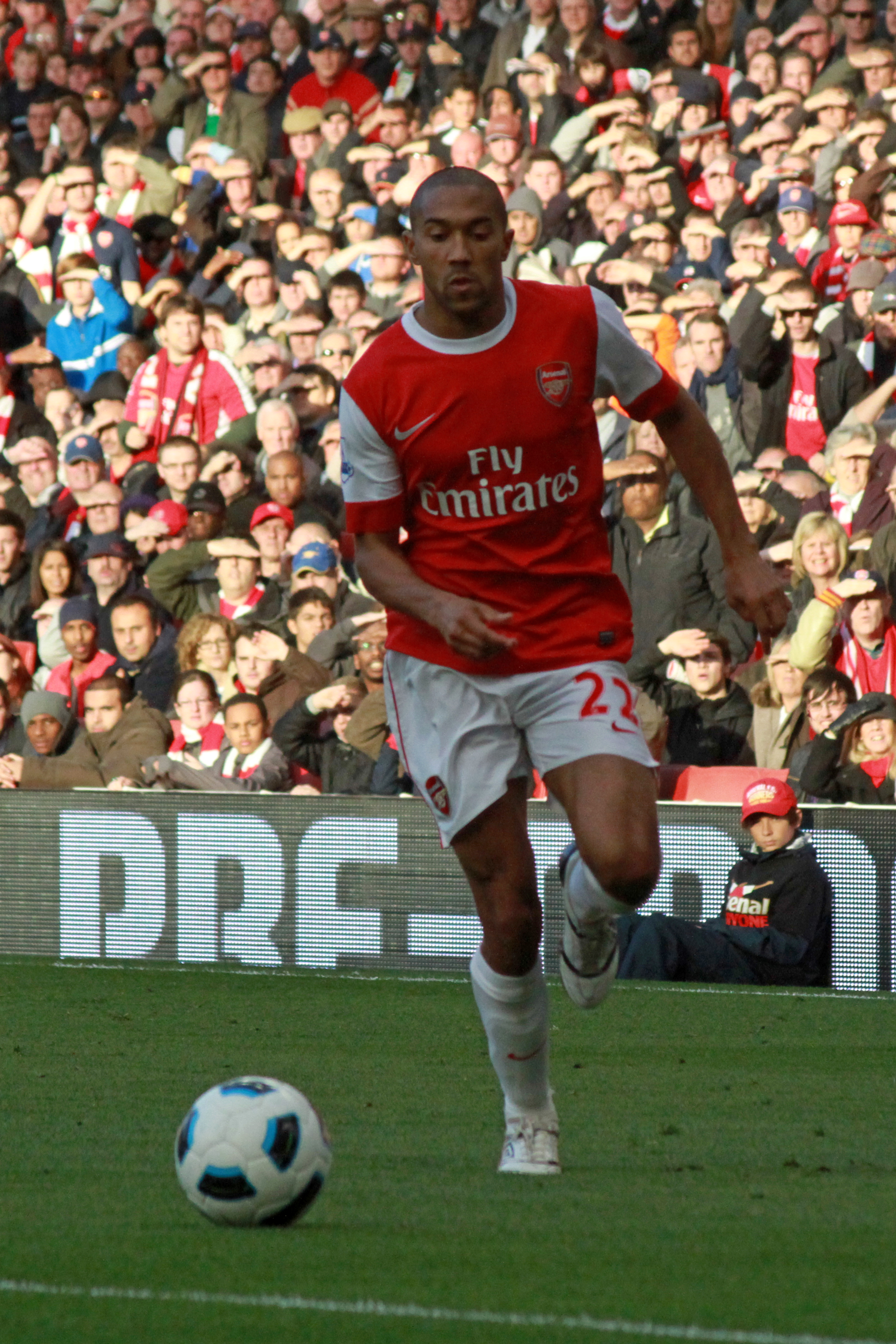
Gaël Clichy

### Bis 1800
- Raimund IV. (1041/42–1105), Graf von Toulouse, Markgraf von Provence und Graf von Tripolis
- Wilhelm X. (1099–1137), Herzog von Aquitanien und Graf von Poitou
- Peire Vidal (um 1175 – um 1210), Trobador
- Jean Bertrand (1482–1560), Kardinal der Römischen Kirche
- Arnaud du Ferrièr (um 1508–1585), Jurist und Diplomat
- Jean Bertrand (1527–1594), Jurist
- Pierre du Jarric (1566–1617), Jesuit, Philosoph, Theologe und Historiker
- Pierre Godolin (1579–1649), provenzalischer Dichter
- Pierre de Caseneuve (1591–1652), römisch-katholischer Geistlicher, Historiker und Romanist
- Bernard Grimaud (1600–1660), Benediktiner und Dichter
- François de Troy (1645–1730), Maler und Graveur
- Jean Palaprat (1650–1721), Dramatiker
- Antoine Crozat, marquis du Châtel (um 1655–1738), Steuereinnehmer, Finanzmann und Unternehmer
- Jean-Galbert de Campistron (1656–1723), Dramatiker
- Jacques de Tourreil (1656–1714), Gräzist, Übersetzer und Mitglied der Académie française
- Silvia Balletti (1701–1758), Schauspielerin
- Jean-François-Joseph Rochechouart de Faudoas (1708–1777), Kardinal der katholischen Kirche
- Jean-Félix-Henri de Fumel (1717–1790), Bischof von Lodève
- Antoine Darquier de Pellepoix (1718–1802), Astronom
- Louis Granier (1740–1800), Komponist
- Jean-Arnaud Raymond (1742–1811), Architekt
- Noël-Gabriel-Luce Villar (1748–1826), Konstitutioneller Bischof und Mitglied der Académie française
- Pierre-Henri de Valenciennes (1750–1819), Maler und Hochschullehrer
- Jean Barthélemy Darmagnac (1766–1855), General der Infanterie
- Marie Étienne de Barbot (1770–1839), General
- Louis-Pierre-Marie-François Baour-Lormian (1770–1854), Dichter
- Jean-Étienne Esquirol (1772–1840), Psychiater
- Jean-Baptiste de Villèle (1773–1854), Staatsmann
- Jean Jacques Pelet (1777–1858), Generalleutnant und Militärschriftsteller
- Émilie Bigottini (1784–1858), Tänzerin
- Jean Schneitzhoeffer (1785–1852), Komponist
- Jean-Baptiste Auriol (um 1800–1881), Clown und Artist

### 1801 bis 1850
- Alexandre Bida (1813–1895), Zeichner, Illustrator und Radierer
- Évariste Régis Huc (1813–1860), Entdecker und Missionar
- Louis Deffès (1819–1900), Komponist und Musikpädagoge
- Jean-Charles d’Abbadie d’Arrast (1821–1901), Politiker
- Pierre Goux (1827–1904), Bischof
- Pierre Faubert (1828–?), Komponist und Organist
- Jean Conte (1830–1888), Komponist, Violinist und Musikpädagoge
- Alexandre Falguière (1831–1900), Maler und Bildhauer
- Charles Lartigue (1834–1907), Ingenieur
- Jules Léotard (1838–1870), Artist
- Prosper-Olivier Lissagaray (1838–1901), Journalist
- Victor Capoul (1839–1924), Opernsänger, Librettist, Regisseur und Gesangslehrer
- Paul Georges Dieulafoy (1839–1911), Chirurg und Pathologe
- Marcel Dieulafoy (1844–1920), Ingenieur und Forschungsreisender
- Jules-Étienne Gazaniol (1845–1917), römisch-katholischer Bischof von Constantine
- Antonin Mercié (1845–1916), Bildhauer, Medailleur und Maler
- Édouard Debat-Ponsan (1847–1913). Maler
- Gaston Salvayre (1847–1916), Komponist
- Pierre Gailhard (1848–1918), Opernsänger
- Henri de Lespinasse de Saune (1850–1929), Apostolischer Vikar von Tananarive

### 1851 bis 1900
- Jean Cruppi (1855–1933), Politiker
- Henri Martin (1860–1943), Maler
- Gabriel Koenigs (1858–1931), Mathematiker
- Pierre Batiffol (1861–1929), römisch-katholischer Geistlicher und Kirchenhistoriker
- Paul Vidal (1863–1931), Komponist und Musikpädagoge
- Pierre-Barthélemy Gheusi (1865–1943), Schriftsteller, Journalist und Theaterleiter
- Pierre Kunc (1865–1941), Organist und Komponist
- Éphraïm Mikhaël (1866–1890), Poet
- Jules Bouval (1867–1911), Organist und Komponist
- Bernard Brunhes (1867–1910), Geophysiker
- Georges Guiraud (1868–1928), Komponist, Organist und Musikpädagoge
- Henri Büsser (1872–1973), Komponist und Musikpädagoge
- Aymé Kunc (1877–1958), Komponist und Klavierpädagoge
- Maurice Magre (1877–1941), Dichter, Schriftsteller und Dramatiker
- Louis Gazaigne (1880–1962), Schwimmer
- Marie Louise Dissard (1881–1957), Mitglied der Résistance
- Edmund Dulac (1882–1953), Maler und Graphiker
- Carlo Sarrabezolles (1888–1971), Bildhauer
- Marguerite Canal (1890–1978), Komponistin
- Andrée Vaurabourg-Honegger (1894–1980), Pianistin und Musikpädagogin
- Edmond Gaujac (1895–1962), Komponist und Musikpädagoge
- Jean Baby (1897–1969), Historiker

### 1901 bis 1950
- Sylvain Marcaillou (1911–2007), Radrennfahrer und Sportlicher Leiter
- Aimé-Georges Martimort (1911–2000), katholischer Priester und Liturgiewissenschaftler
- Adrien Dax (1913–1979), Autor und Maler des Surrealismus
- François Baboulet (1914–2010), Maler
- Madeleine Malraux (1914–2014), Pianistin und Musikpädagogin
- Jean Dausset (1916–2009), Mediziner und Hämatologe
- Henri Crouzel (1919–2003), Patristiker
- Jean Louis Joseph Dardel (1920–2005), Bischof von Clermont
- Mac Kac (1920–1987), Schlagzeuger
- Rolande Roux-Estève (1921–2009), Herpetologin
- José Cabanis (1922–2000), Schriftsteller
- Charles Chaynes (1925–2016), Komponist
- André Marfaing (1925–1987), Maler und Grafiker
- Jean Rey (1925–1950), Radsportler
- Alfred Sirven (1927–2005), Topmanager
- Claude Guilhot (1928–1990), Jazz-Vibraphonist
- Alex Jany (1929–2001), Schwimmer
- Claude Nougaro (1929–2004), Jazz-Sänger und Dichter
- Gérard Barray (1931–2024), Schauspieler
- Roger Brunet (* 1931), Geograf
- Mady Mesplé (1931–2020), Sopranistin
- Alain Carpentier (* 1933), Herzchirurg
- Xavier Darasse (1934–1992), Komponist und Organist
- Jacques Salomé (* 1935), Sozialpsychologe
- Laurent Terzieff (1935–2010), Schauspieler
- Henri Cuq (1942–2010), Politiker
- Jean-Marie Demange (1943–2008), Politiker
- Jean-Claude Cousseran (* 1944), Diplomat
- Jean-Louis Debré (1944–2025), Politiker
- Philippe Druillet (* 1944), Comicautor und -zeichner
- Jean-François Jenny-Clark (1944–1998), Kontrabassist
- Jean-Michel Baylet (* 1946), Politiker
- Daniel Bensaïd (1946–2010), marxistischer Philosoph und trotzkistischer Politiker
- Gérard Blaize (* 1946), Lehrer für Aikidō, Masakatsu Bōjutsu und Jōdō
- Bernard Maris (1946–2015), Wirtschaftswissenschaftler, Journalist, Autor und Hochschullehrer
- Jean-Paul Gauzès (1947–2023), Politiker und Rechtsanwalt
- Gabrielle Meyer (1947–2018), Leichtathletin, Sprinterin
- Jean Petit (1949–2024), Fußballspieler und -trainer

### 1951 bis 1960
- Damien Ventula (* im 20. Jahrhundert), Cellist
- Maguy Marin (* 1951), Tänzerin und Choreografin
- Guy Martinolle (* 1951), Autorennfahrer
- Jean-Marc Bustamante (* 1952), Maler, Bildhauer und Fotograf
- Claude Tissendier (* 1952), Jazzmusiker
- Jean-Pierre Rives (* 1952), Rugby-Union-Spieler
- Christine Albanel (* 1955), Schriftstellerin und Politikerin
- Christophe André (* 1956), Psychiater und Psychotherapeut
- Frank Giroud (1956–2018), Comicautor
- Jean-Claude Dunyach (* 1957), Schriftsteller
- Christine de Veyrac (* 1959), Politikerin
- Tino di Geraldo (* 1960), Jazzmusiker

### 1961 bis 1970
- Gilles Cistac (1961–2015), französisch-mosambikanischer Verfassungsrechtler
- Robert Forest (* 1961), Radrennfahrer
- Bernard Werber (* 1961), Schriftsteller
- Daniel Bravo (* 1963), Fußballspieler
- Jean-Marc Manfrin (* 1963), Radrennfahrer
- Andrée Taurinya (* 1963), Politikerin (FI)
- Emmanuelle Auriol (* 1966), Wirtschaftswissenschaftlerin
- Jean-Marie Massaud (* 1966), Designer
- Sylvie Ferrer (* 1967), Politikerin (FI)
- Bruno Aveillan (* 1968), Multimediakünstler, Fotograf und Regisseur
- Frédéric Moncassin (* 1968), Radrennfahrer
- Bastien Ribot (* 1968), Jazzmusiker
- Louis Aliot (* 1969), Politiker
- Benoist Apparu (* 1969), Politiker
- Jean-Philippe Dayraut (* 1970), Autorennfahrer
- Marine Delterme (* 1970), Schauspielerin

### 1971 bis 1980
- Laurent Wolf (* 1971), DJ und House-Produzent
- Fabien Pelous (* 1973), Rugby-Union-Spieler
- Cathy Tastet (* 1973), Model und Schauspielerin
- David Jemmali (* 1974), französisch-tunesischer Fußballspieler
- Sebastien Cattelan (* 1976), Kitesurfer
- Karen Erodi (* 1977), Politikerin (FI)
- Jean-Christophe Péraud (* 1977), Mountainbike-, Cyclocross- und Straßenradrennfahrer
- Mehdi Nafti (* 1978), tunesischer Fußballspieler
- Fabien Clain  (1978–2019), Dschihadist und Terrorist
- Marie-Ange Kramo (* 1979), Fußballspielerin
- Yonathan Arfi (* 1980), Manager
- Marie Dompnier (* 1980), Schauspielerin

### 1981 bis 1990
- Léa Fehner (* 1981), Drehbuchautorin und Filmregisseurin
- Olivier Pla (* 1981), Autorennfahrer
- Jean Zen (* 1981), Radrennfahrer
- Guillaume Bresson (* 1982), Maler
- Philippe Mexès (* 1982), Fußballspieler
- Frédéric Michalak (* 1982), Rugby-Union-Spieler
- Laurent Recouderc (* 1984), französisch-andorranischer Tennisspieler
- Pauline Reguig (* 1984), Geigerin
- Tony Valente (* 1984), Comicautor
- Gaël Clichy (* 1985), Fußballspieler
- Julien Loubet (* 1985), Radrennfahrer
- Gwendolen Fer (* 1986), Vielseitigkeitsreiterin
- Blaise Matuidi (* 1987), Fußballspieler
- Mohamed Mimoune (* 1987), Boxer
- Anne-Sophie Barthet (* 1988), Skirennläuferin
- Mike Di Meglio (* 1988), Motorradrennfahrer
- Sadio Doumbia (* 1990), Tennisspieler
- Amaury Faye (* 1990), Jazzpianist
- Mickaël Nogal (* 1990), Politiker
- Mathieu Peybernes (* 1990), Fußballspieler

### 1991 bis 2000
- Anthony Perez (* 1991), Radrennfahrer
- Jean-Daniel Akpa-Akpro (* 1992), Fußballspieler
- Jain (* 1992), Pop-Sängerin
- Djilali Bedrani (* 1993), Leichtathlet
- Laylow (* 1993), Rapper
- Johanna Lombardo (* 1993), Handballspielerin
- Simon Gauzy (* 1994), Tischtennisspieler
- Cédric Hountondji (* 1994), Fußballspieler
- Fabien Reboul (* 1995), Tennisspieler
- Yann Mabella (* 1996), französisch-kongolesischer Fußballspieler
- Grégory Alldritt (* 1997), Rugby-Union-Spieler
- Quentin Boisgard (* 1997), Fußballspieler
- Issa Diop (* 1997), Fußballspieler
- Romain Perraud (* 1997), Fußballspieler
- Kelvin Amian (* 1998), französisch-ivorischer Fußballspieler
- Pierrik Jocteur-Monrozier (* 1998), Leichtathlet
- Benjamin Robert (* 1998), Mittelstreckenläufer
- Loïc Bessile (* 1999), togoisch-französischer Fußballspieler
- Valentine Fortin (* 1999), Radsportlerin
- Arthur Reymond (* 1999), Tennisspieler
- Hugo Gaston (* 2000), Tennisspieler
- Nathan Ngoumou (* 2000), Fußballspieler

### Ab 2001
- Mamady Bangré (* 2001), burkinisch-französischer Fußballspieler
- Baïla Diallo (* 2001), senegalesisch-französischer Fußballspieler
- Janis Antiste (* 2002), Fußballspieler
- Léon Marchand (* 2002), Schwimmer
- Toufik Mekhalfi (* 2002), Squashspieler